# 夜郎郡
夜郎郡（やろう-ぐん）は、中国にかつて存在した郡。晋代から唐代にかけて、現在の雲南省東部および貴州省南西部にまたがる地域に設置された。

## 概要
311年（永嘉5年）、牂牁郡・朱提郡・建寧郡を分割して夜郎郡が立てられた。夜郎郡は寧州に属し、郡治は夜郎県に置かれた。
南朝宋のとき、夜郎郡は夜郎・広談・談楽・談指の4県を管轄した。
南朝斉のとき、夜郎郡は夜郎・談指・談楽・広談の4県を管轄した。
589年（開皇9年）、隋が南朝陳を滅ぼすと、夜郎郡は廃止されて、静人県が置かれた。
642年（貞観16年）、唐により開山洞に珍州が置かれ、夜郎・麗皋・楽源の3県を管轄した。742年（天宝元年）、珍州は夜郎郡と改称された。758年（乾元元年）、夜郎郡は珍州と改称され、夜郎郡の呼称は姿を消した。